# Euciroa elegantissima
Euciroa elegantissima är en musselart som först beskrevs av Dall 1881.  Euciroa elegantissima ingår i släktet Euciroa och familjen Verticordiidae. Inga underarter finns listade i Catalogue of Life.